# Laboratoire pour l'utilisation des lasers intenses
 (mai 2025).
Le Laboratoire pour l'utilisation des lasers intenses (LULI), est un laboratoire de recherche spécialisé dans l'étude des plasmas créés par lasers de puissance et de leurs applications. Ses trois missions principales sont : la recherche en physique des plasmas, la mise à disposition de la communauté scientifique nationale et européenne de lasers de puissance impulsionnels de forte énergie et d'installations expérimentales associées, et la formation en physique des plasmas, en lasers de puissance et optique associée.

## Laboratoire de recherche en physique des plasmas
La focalisation sur de toutes petites dimensions (du micromètre au millimètre) de la puissance extrême des lasers impulsionnels (jusqu'au pétawatt, soit 1015 W) permet d'obtenir des intensités lumineuses très élevées (aujourd'hui jusqu'à 1020 W/cm2). Irradiée par un tel faisceau, une cible peut atteindre des températures de plusieurs centaines de millions de degrés et des pressions de plusieurs dizaines de mégabars. De plus, les champs électriques et magnétiques associés au faisceau laser lui-même ou aux plasmas qu'ils produisent permettent d'accélérer des particules à des énergies relativistes et de produire des rayonnements intenses, depuis la gamme des térahertz jusqu'aux rayons X et aux rayons γ.
Les domaines d'études principaux abordés par les équipes du LULI concernent la fusion inertielle laser et la physique associée comme les mécanismes d'interaction laser–plasma, la physique des plasmas chauds et denses et ses applications en astrophysique et en géophysique. En régime d'impulsions brèves, les travaux portent sur le schéma de l'allumage rapide pour la fusion inertielle et la production de faisceaux intenses et ultra brefs de particules relativistes et de rayonnements.

## Grand équipement national et international
Le LULI est le pôle national civil de recherche autour des lasers pulsés de forte énergie et de forte puissance et de leurs applications. Il met à disposition d'utilisateurs français et étrangers les deux installations laser civiles françaises les plus énergétiques : 100TW et LULI2000.
Le faisceau principal du 100TW délivre 30 J en 300 fs à 1,06 µm et il est accompagné de faisceaux annexes nanoseconde et picoseconde.
Nano2000, la version nanoseconde de LULI2000, est constitué de deux faisceaux délivrant des impulsions kJ à 1,06 µm. Pico2000 couple un de ces faisceaux nanoseconde et un faisceau picoseconde de 200 J. Il constitue l'installation couplée ns–ps la plus énergétique en Europe.
Chaque installation est dotée d'une salle expérimentale adaptée et d'une instrumentation variée.
L'exploitation des installations s'accompagne d'un programme de recherche et développement en technologie laser et optique associée destiné à maintenir les installations au meilleur niveau.

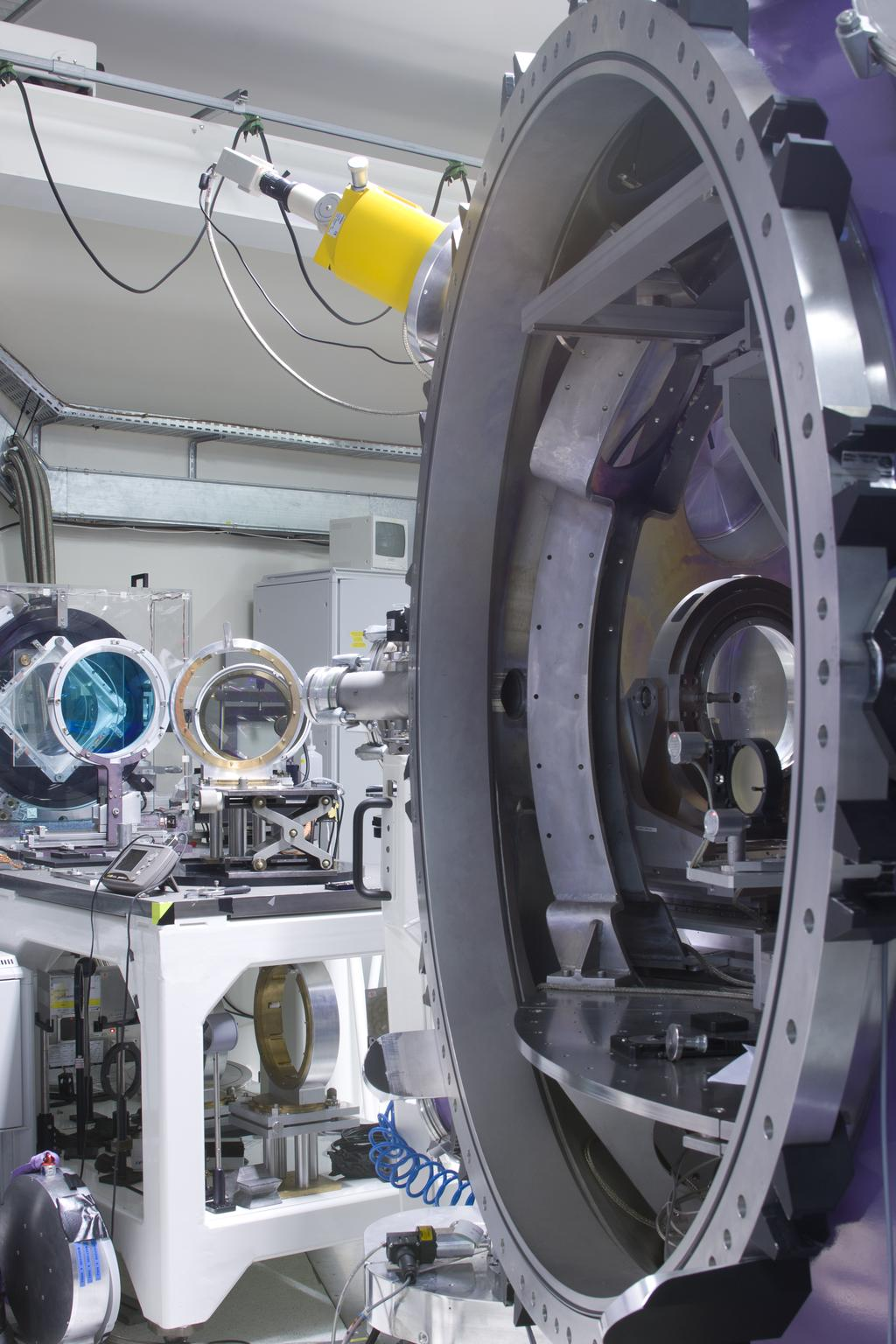
Photo du laboratoire.

## Centre de formation
Le LULI forme des étudiants en Master, Doctorat,, en Physique des Plasmas et en Physique et Technologie des Lasers de Puissance.

## Collaborations
Situé à l'École polytechnique et laboratoire mixte CNRS, CEA, École Polytechnique, Sorbonne Université (ex-Université Pierre-et-Marie-Curie), le LULI participe à un grand nombre de collaborations au niveau national et international avec les laboratoires impliqués dans le développement ou l'utilisation de lasers de forte puissance.